# باکلان اوکلند
باکلان اوکلند (نام علمی: Phalacrocorax colensoi) نام یک گونه از سرده باکلان‌های سیاه است.